# L'últim refugi
L'últim refugi (High Sierra) és una pel·lícula estatunidenca de Raoul Walsh, estrenada el 1941 i doblada al català. La pel·lícula està inspirada en la novel·la homònima de William Riley Burnett, que també és guionista del film.

## Argument[3]
Un gàngster que surt de la presó, participa en un atracament a mà armada. Perseguit per la policia, serà mort.

## Repartiment
- Humphrey Bogart: 'Mad Dog'
- Ida Lupino: Marie Garson
- Alan Curtis: 'Babe' Kosak
- Arthur Kennedy: Red Hattery
- Joan Leslie: Velma
- Cornel Wilde: Louis Mendoza
- Henry Hull: 'Doc' Banton
- Henry Travers: 'Pa'
- Elisabeth Risdon: 'Ma'
- Isabel Jewell: 'Blonde'
- George Meeker: Pfiffer
- James Flavin (no surt als crèdits): Un policia
- Eddie Acuff (no surt als crèdits): Conductor d'autobús

## Al voltant de la pel·lícula
- Aquesta pel·lícula va inaugurar en el cinema el tema del perdedor (loser).
- George Bot va rebutjar el paper de Mad Dog, el gàngster que envelleix malament.
- Dos remakes se n'han fet :
  - 1949: Colorado Territory , western del mateix Raoul Walsh
  - 1955: Mil vegades mort de Stuart Heisler